# Archives d'État de Hesse à Darmstadt
Pour les articles homonymes, voir Maison d'histoire.
Les Archives d'État de Hesse à Darmstadt (en allemand Hessisches Staatsarchiv Darmstadt) forment l’une des trois archives régionales des Archives d’État de Hesse. Elles sont situées dans la « maison de l’Histoire » (en allemand Haus der Geschichte), un service culturel situé dans la ville de Darmstadt qui abrite aussi les Archives de la ville de Darmstadt (Stadtarchiv Darmstadt).

## Description

### Archives d’État
Aux Archives d’État de Hesse, Darmstadt, sont affectés le Sud et en partie le centre du Land de Hesse. Les deux autres archives du Land de Hesse sont les archives centrales (Hessische Hauptstaatsarchiv) situées dans le chef-lieu à Wiesbaden et les Archives d’État de Hesse, Marbourg (Hessisches Staatsarchiv Marburg).
Ces archives sont issues des archives de chancellerie du Landgraviat de Hesse-Darmstadt constituées dès le XVIe siècle, devenues les archives d’État du Grand-duché de Hesse. Elles sont réunies en 1725 dans le château-résidence à Darmstadt. Elles deviennent après 1918 les archives de l’État populaire de Hesse (Hessisches Staatsarchiv). Le château a été partiellement détruit et a subi de lourdes pertes lors des bombardements de septembre 1944, comme tout le centre de la ville de Darmstadt. À la suite de la création du Land de Hesse à la fin de 1946, les archives prennent le rôle d’archives régionales pour le district de Darmstadt.

### La maison de Hesse
En 1806, avec la disparition du Saint-Empire romain germanique, le landgrave Louis X de Hesse-Darmstadt se voit octroyer par Napoléon Ier de larges territoires supplémentaires à la rive gauche du Rhin, l'Hesse rhénane, en même temps que le titre de grand-duc Louis Ier de Hesse et du Rhin. En 1815, après la restitution de ces territoires supplémentaires, il doit renoncer à son titre, mais conserve le rang de grand-duc. 

### Archives municipales
Les documents conservés après 1945 viennent aussi des anciennes archives municipales de Darmstadt, malgré certaines pertes dues à la guerre.

## Directeurs
- 1855–1876 Ludwig Baur (de)[2]
- 1877–1911 Gustav Schenk zu Schweinsberg (de)[3]
- 1937–1958 Ludwig Clemm (de)
- 1959–1971 Friedrich Knöpp (de)
- 1971–1996 Eckhart G. Franz
- 1997–2011 Friedrich Battenberg (de)

## Maison de l’histoire
Depuis 1993, l’ancien théâtre de cour Moller-Bau a été transformé pour abriter désormais plusieurs services d'archives et associations historiques.
- Archives d'État de Hesse, Darmstadt (Hessisches Staatsarchiv Darmstadt)
- Archives de la ville de Darmstadt (de) (Stadtarchiv Darmstadt)
- Archives économiques de Hesse (de)
- Archives de la maison de Hesse (Großherzogliches Haus- und Familienarchiv)
- Archives de l’université technique de Darmstadt
- Association historique de Hesse (de) (Historischer Verein für Hessen)
- Commission historique de Hesse (Historische Kommission für Hessen)
- Association d'histoire familiale de Hesse (de) (Hessische Familiengeschichtliche Vereinigung)